# Луганський обласний ліцей з посиленою військово-фізичною підготовкою «Кадетський корпус імені героїв Молодої гвардії»
Луганський обласний ліцей з посиленою військово-фізичною підготовкою «Кадетський корпус імені героїв Молодої гвардії» — середній загальноосвітній заклад, ліцей з посиленою військово-фізичною підготовкою у Кремінній. Раніше, до російської окупації, розташовувався у Луганську.Наразі тимчасово розташований за адресою : Київська область, місто Березань, вулиця Шевченків шлях, 34.

## Історія
Історія Луганського обласного ліцею-інтернату з посиленою військово-фізичною підготовкою «Кадетський корпус імені Героїв Молодої гвардії» розпочалася у 1996 році з формування Луганського військового ліцею відповідно до постанови Кабінету Міністрів України від 13.06.1996 № 643 та Розпорядження голови Луганської обласної державної адміністрації від 25.11.1996.
Після захоплення території ліцею незаконними збройними формуваннями навчальний заклад у відповідності до наказу Директора департаменту освіти і науки Луганської ОДА від 18-го листопада 2014-го року його переміщено на територію підконтрольну українській владі до міста Кремінна.

## Керівництво
- Начальник ліцею — Ємбаков Валерій Євгенович.[3]